# Бутрини
Бутрини (пол. Butryny, нім. Wuttrienen) — село в Польщі, у гміні Пурда Ольштинського повіту Вармінсько-Мазурського воєводства.
Населення — 375 осіб (2011).

## Демографія
Демографічна структура станом на 31 березня 2011 року:
|          | Загалом | Допрацездатний вік | Працездатний вік | Постпрацездатний вік |
| -------- | ------- | ------------------ | ---------------- | -------------------- |
| Чоловіки | 187     | 37                 | 141              | 9                    |
| Жінки    | 188     | 36                 | 123              | 29                   |
| Разом    | 375     | 73                 | 264              | 38                   |